# Walsham le Willows
Walsham le Willows est un village et une paroisse civile du Suffolk, en Angleterre.